# Nathaniel Martello-White
Pour les articles homonymes, voir Martello et White.
Nathaniel Martello-White, né le 19 janvier 1983 à Westminster (Londres, Royaume-Uni), est un acteur, réalisateur et auteur britannique.

## Biographie
Ayant joué dans plusieurs productions du National Youth Theatre, il est diplômé du Royal Academy of Dramatic Art (RADA) en 2006 et a depuis joué dans des films, des émissions de télévision et du théâtre.
Ses crédits de film incluent Deadmeat (2007), Quatre Filles et un jean 2 (The Sisterhood of the Travelling Pants 2, 2008), L'Escadron Red Tails (Red Tails), Hard Boiled Sweets et Life Just Is (tous en 2012). Il est également apparu dans la série télévisée Doctors, Scotland Yard, crimes sur la Tamise (Trial & Retribution), Party Animals, Mongrels, Londres, police judiciaire, Misfits, Meurtres au paradis (Death in Paradise), Silk, Horrible Histories et Collateral. En 2020, il incarne Rhodan Gordon dans Mangrove, qui fait partie de la série Small Axe de Steve McQueen.
Ses crédits de théâtre incluent Édouard II de Marlowe et Roméo et Juliette de Shakespeare au Royal National Theatre, Le Songe d'une nuit d'été et Marat/Sade avec la Royal Shakespeare Company, et Joe Turner's Come and Gone (en) au Young Vic ; il est également apparu dans People, Places and Things (en) en 2015 au National Theatre, reprenant son rôle lorsque la production est transférée au Wyndham's Theatre en mars 2016.

### Auteur
Il est également écrivain et a écrit une anthologie de poésie intitulée A Western Nightmare. En octobre 2012, sa pièce Blackta est créée au Young Vic,.

## Filmographie partielle

### Comme réalisateur

#### Au cinéma
- 2013 : Slap  (court métrage)
- 2015 : Talking Traffic  (court métrage, co-réalisation)
- 2017 : Cla'am  (court métrage)
- 2023 : Dans leur ombre

#### À la télévision
- 2020 : Unprecedented: Real Time Theatre from a State of Isolation (en)  (série télévisée, 1 épisode : Central Hill, aussi scénariste)

## Récompenses et distinctions
Pour son travail dans Cla'am (2017), Nathaniel Martello-White a été nommé en 2017 au SXSW Film Festival et a reçu le prix du jury au Raindance Film Festival.